# کمپانیا سایدرورجیکا ناسیونال
کمپانیا سایدرورجیکا ناسیونال (به پرتغالی: Companhia Siderúrgica Nacional) شرکت فولاد برزیلی است، که بزرگترین تولیدکننده فولاد برزیل و دومین شرکت فولادسازی و تولید قطعات فولادی در این کشور می‌باشد، همچنین یکی از بزرگترین تولیدکنندگان فولاد آمریکای جنوبی به‌شمار می‌آید.
شرکت سایدرورجیکا ناسیونال در سال ۱۹۴۱ توسط دولت برزیل راه‌اندازی شد و در حال حاضر دارای ظرفیت تولید فولاد خام معادل ۵٫۶ میلیون تن در سال می‌باشد، همچنین دارای چندین خط تولید قطعات و لوازم فولادی است، که این محصولات به‌طور عمده در صنعت خودروسازی، لوازم خانگی و صنعت ساخت‌وساز توزیع می‌شود.
دفتر مرکزی این شرکت در شهر سائوپائولو، برزیل قرار دارد و بخشی از سهام آن در بازارهای بورس نیویورک و بورس سائوپائولو معامله می‌شود.